# 啄羊鸚鵡屬
啄羊鸚鵡屬，是啄羊鸚鵡亞科（學名：Nestorinae）當中的唯一一屬，包括兩個來自紐西蘭的品種，及两种已灭绝物种。

## 种
- 啄羊鸚鵡 Nestor notabilis
- 白顶啄羊鹦鹉 Nestor meridionalis
  - 北島亚种 Nestor meridionalis septentrionalis
  - 南島亚种（指名亚种） Nestor meridionalis meridionalis
- 诺福克啄羊鹦鹉 Nestor productus （绝灭）
- 查塔姆啄羊鹦鹉（英语：Nestor chathamensis） Nestor chathamensis （绝灭）

## 分類學
本屬共有四個種，分別出現於紐西蘭及澳洲，其中在澳洲出現的諾福克啄羊鸚鵡約於1851年經已滅絕。牠們這四個品種均與一種於15萬年前居於紐西蘭森林地區的遠古祖先有血緣關係。
直至2005年一次ZW性別決定系統DNA序列研究中，發現啄羊鸚鵡和卡卡鸚鵡與單型種鴞鸚鵡有親連關係。從分子數據分析中進一步指出兩種啄羊鸚鵡族的鸚鵡與鴞鸚鵡均來自同一個祖先，而這祖先一早已脫離了鸚鵡總科下各種鸚鵡的演化軌跡而獨樹一幟。